# 1167年
| 千纪： | 2千纪 |
| 世纪： | 11世纪 \| 12世纪 \| 13世纪                                                                                         |
| 年代： | 1130年代 \| 1140年代 \| 1150年代 \| 1160年代 \| 1170年代 \| 1180年代 \| 1190年代                                   |
| 年份： | 1162年 \| 1163年 \| 1164年 \| 1165年 \| 1166年 \| 1167年 \| 1168年 \| 1169年 \| 1170年 \| 1171年 \| 1172年         |
| 纪年： | 丁亥年（猪年）；西夏天盛十九年；金大定七年；西辽崇福四年；南宋道三年；大理建德四年；越南政隆寳應五年；日本仁安二年 |

## 大事記
- 郝大通皈依全真教，數年後繼承成為掌門人。郝大通（1149年－1212年，63岁），中國山東寧海人，名璘，字太古，號：恬然子，又號：廣寧子；自稱：太古道人，全真道名郝大通。
- 王重陽創立三教三光會、三教玉華會等。
- 平清盛任太政大臣。
- 藤原氏灭。
- 闍耶因陀羅跋摩四世登上占婆的王位，越南李朝乘其登位不久，派大臣蘇憲誠領兵討伐，闍耶因陀羅跋摩四世向越人致送珍珠方物，越方罷兵而回。
- 神圣罗马帝国皇帝腓特烈一世攻入罗马驱逐教宗历山三世，由对立教宗帕斯卡尔三世加冕自己的妻子贝亚特丽丝为皇后。随后爆发瘟疫，随行贵族大量死亡，腓特烈班师。
- 12月1日：意大利北部諸城結為倫巴底聯盟。

## 逝世
- 闍耶訶梨跋摩二世，占婆第十二王朝第3代王。
- 9月10日——馬蒂爾達皇后。（1101年出生，66岁）